# Князев, Василий Васильевич
Василий Васильевич Князев (6 (18) января 1887, Тюмень, Тобольская губерния, Российская империя — 10 ноября 1937, Атка Магаданская область, РСФСР, СССР) — русский и советский революционный поэт-сатирик

, создатель (совместно с В. Володарским) «Красной газеты».

## Биография
Родился в зажиточной купеческой семье, его дедом был издатель Константин Высоцкий. Учился в гимназии в Екатеринбурге, которую не окончил из-за нервной болезни; в 1904—1905 учился в земской учительской семинарии в Санкт-Петербурге, исключён за политическую деятельность.
Считал себя анархо-коммунистом, близким к А. А. Карелину, впоследствии перешел на большевистские позиции. После Октябрьской революции работал в газетах «Известия ВЦИК», «Красная армия», «Звезде красноармейца» (Воронеж), а также в «Еженедельнике ВЧК» и некоторых провинциальных газетах.
Во время гражданской войны Князев отправился на фронт с агитвагоном Пролеткульта.

Был сотрудником «Красной газеты», в которой ежедневно появлялись его стихи-«набаты» под псевдонимом «Красный звонарь» (например, «Песня набата», «Ночной набат» и другие), а также произведения под другими псевдонимами: песни «Красного поэта», беседы «деда Нефёда», фельетоны «Софронова внука из Великих Лук». Был также известен под псевдонимом Товавакня (Товарищ Василий Васильевич Князев). Ленинградский поэт Николай Маков в неопубликованных воспоминаниях «Дети октября» («Штрихи воспоминаний», Ленинград, 1965) пишет: 
«…стали появляться стихи Василия Князева, который печатался под псевдонимом „Красный Звонарь“, откликаясь на все события дня. В кожаном пальто, красный от мороза и хмеля (и это бывало!) вбегал он в редакцию с только что написанными им „виршами“. Назавтра они под крупными заголовками уже печатались на видном месте газеты.»
До ареста жил в Толстовском доме в 301 квартире.
Арестован 19 марта 1937 г.. 14 июля 1937 г. Спецколлегией при Леноблсуде приговорен к пяти годам лагерей по обвинению в контрреволюционной агитации. Несмотря на неоднократные просьбы и инвалидность, был отправлен в Севвостлаг со специальным указанием использовать «исключительно на общих физических работах». Умер 10 ноября 1937 года на тюремном этапе в посёлке Атка, в 206 км от Магадана. Высказывались предположения, что причиной особого внимания властей послужила работа Василия Князева «над романом о смерти тов. Кирова».
30 июня 1992 года реабилитирован Прокуратурой РФ.

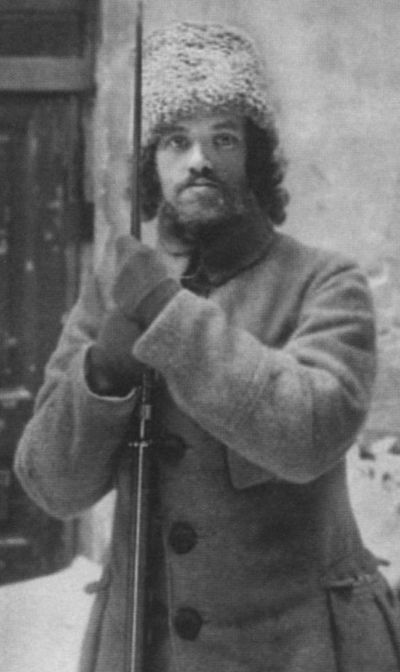
Поэт Василий Князев на страже завоеваний революции. Петроград, 1918 г.

## Творчество
С 1905 начал активно публиковаться в различных сатирических журналах (под псевдонимами В. К., В-К-В, Василий, Вася, Высоцкий и др.); наряду с этим увлекался фольклором, собирал пословицы и частушки, следуя за своим отцом и дедом и уделяя много внимания «Пословичной энциклопедии». Вскоре после революции перешёл на сторону большевиков и регулярно писал агитационные стихи для «Красной газеты» под разными псевдонимами: «Красный звонарь», «Красный поэт» и др.
После введения НЭПа Князев отошёл от политико-сатирической деятельности. В 1920-х он опубликовал несколько сборников частушек, а также сборник русских пословиц («Книга пословиц», 1930). Последняя книга Князева вышла в свет в 1935.

Стихи Князева занимают несколько обособленное место в рабочей революционной поэзии (В. Александровский, М. Герасимов, В. Кириллов) с её интернациональным пролетарским пафосом. В них чувствуется влияние Д. Бедного, они написаны весьма умело и полны агрессивных призывов к уничтожению врага.
— Вольфганг Казак
На стихи «Красного Евангелия» Иваном Вышнеградским было написано одноимённое сочинение из 13 песен для бас-баритона и фортепиано (во второй редакции — для двух фортепиано в четвертитонах).

## Сочинения
- Сатирические песни, СПб, 1910 — 48 с.
- Красное Евангелие. — Петроград: Петроградский совет рабочих и крестьянских депутатов, 1918. — 58 с.
- Песни Красного звонаря, 1919
- Дети города, 1919
- Первая книга стихов (1905-16), 1919
- О чём пел колокол, 1920
- Капля крови Ильича, 1924
- Книга избранных стихотворений. Л., «Прибой»,1930 — 120 с., 2 000 экз.
- Последняя книга стихов (1918—1930). Л., изд. писателей,1933.
- За четверть века (1905-30), 1935
- Частушки. Избранные частушки Северного края.1936 г.
- Избранное. Л., «Советский писатель», 1959